# María Ángeles Benítez
María Ángeles Benítez Salas (Almería) es abogada y funcionaria española de la Unión Europea. Desde el 1 de abril de 2021 es la directora de la Representación de la Comisión Europea en España. Es especialista en agricultura y pesca y en comunicación y relaciones con la sociedad civil.

## Trayectoria
Licenciada en Derecho por la Universidad de Granada (1975-1980) cursó Altos Estudios Europeos en el Colegio de Europa y finalizó su formación especializándose en derecho europeo en la Universidad Libre de Bruselas (1983).
Inició su trayectoria en la Unión Europea en 1986 en el gabinete del entonces comisario Abel Matutes. Fue asesora de la delegación de la Comisión Europea en Buenos Aires (1993-1997) y posteriormente regresó a Bruselas primero en la DG de Pesca y posteriormente fue jefa ajunta del Centro Europeo de Estrategia Política centrando su trabajo en relaciones con la sociedad civil y en comunicación. Posteriormente paso  a la Dirección General de Agricultura y Desarrollo Rural de la Comisión Europea ocupándose de relaciones internacionales, política de calidad y análisis estratégico.
En su trayectoria ha trabajado en agricultura, transparencia o ética y nuevas tecnologías.
El 1 de abril de 2021 asumió la dirección de la Representación de la Comisión Europea en España siendo la segunda mujer que ocupa este puesto de máxima representación tras Aránzazu Beristain Ibarrola.